# Фиби в Стране чудес
«Фиби в Стране чудес» (англ. Phoebe in Wonderland) — американский независимый драматический фильм, выпущенный в ограниченный прокат 6 марта 2009 года. Фильм был представлен на фестивале Санденс в 2008 году.

## Сюжет
Фильм повествует о Фиби, страдающей обсессивно-компульсивным расстройством и синдромом Туретта. Сложные отношения её родителей усиливают её болезнь.
Фиби пытается получить роль в школьной постановке «Алиса в Стране чудес», на сцене она забывает о болезни и ведёт себя как нормальный ребёнок. Мать Фиби — Хиллари (Фелисити Хаффман) нанимает психолога, чтобы помочь ей в общении с другими детьми, но тот предлагает лишь лекарства, и Хиллари увольняет его. Она не хочет признать, что её ребёнок неизлечимо болен.

## В ролях
- Фелисити Хаффман — Хилари Лихштейн
- Эль Фэннинг — Фиби Лихштейн[5]
- Патриция Кларксон — Мисс Диджер, преподаватель
- Билл Пуллман — Питер Лихштейн
- Бэйли Мэдисон — Оливия Лихштейн

## Награды и номинации
- Casting Society of America, USA — 2009 — Лучший актёрский состав в драматическом фильме
- GLAAD — Лучший фильм, ограниченный выпуск
- Санденс фестиваль — Лучший драматический фильм